# Amblyeleotris randalli
Amblyeleotris randalli är en fiskart som beskrevs av Douglass Fielding Hoese och Steene, 1978. Amblyeleotris randalli ingår i släktet Amblyeleotris och familjen smörbultsfiskar. Inga underarter finns listade i Catalogue of Life.

## Bildgalleri

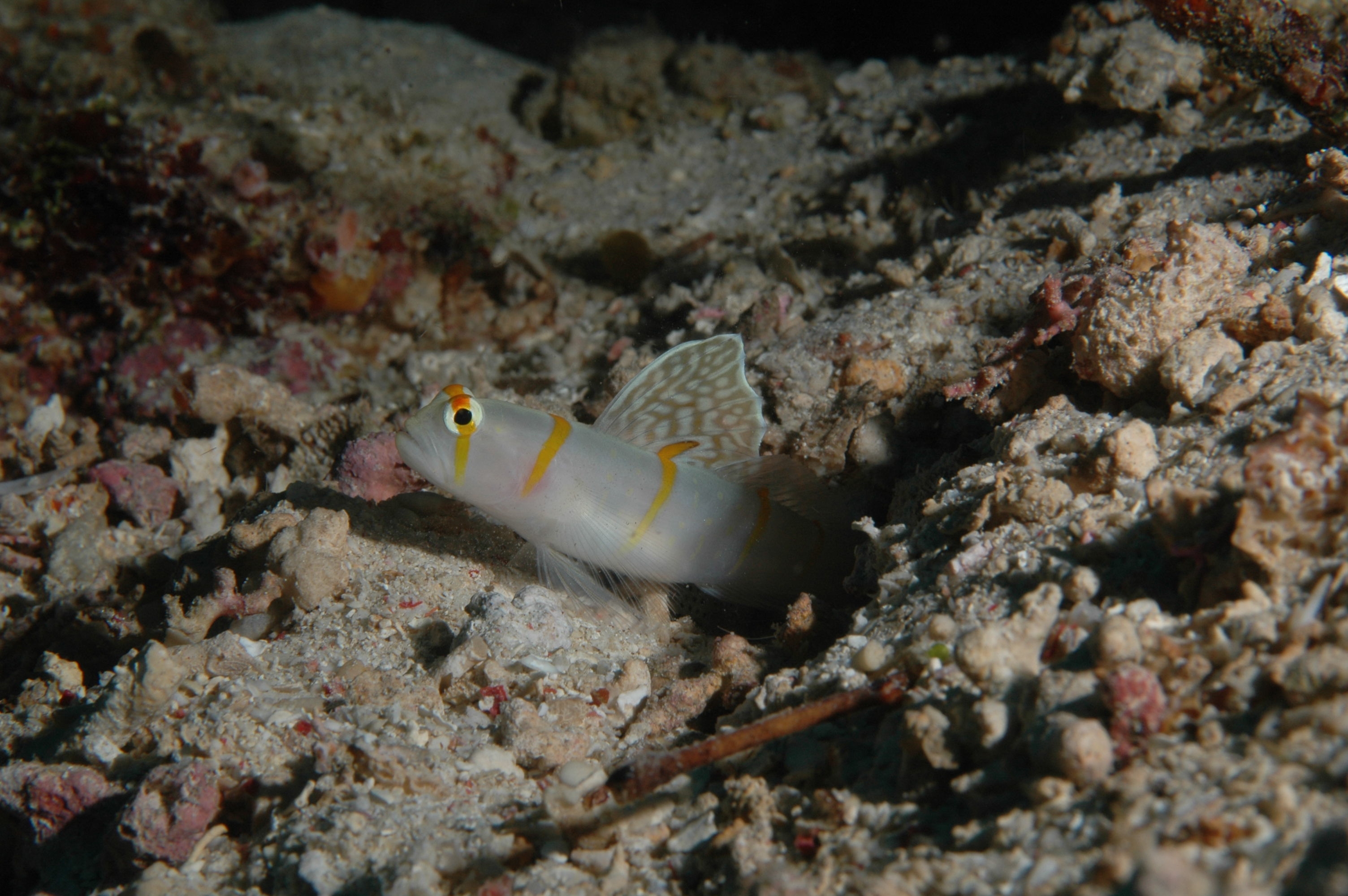
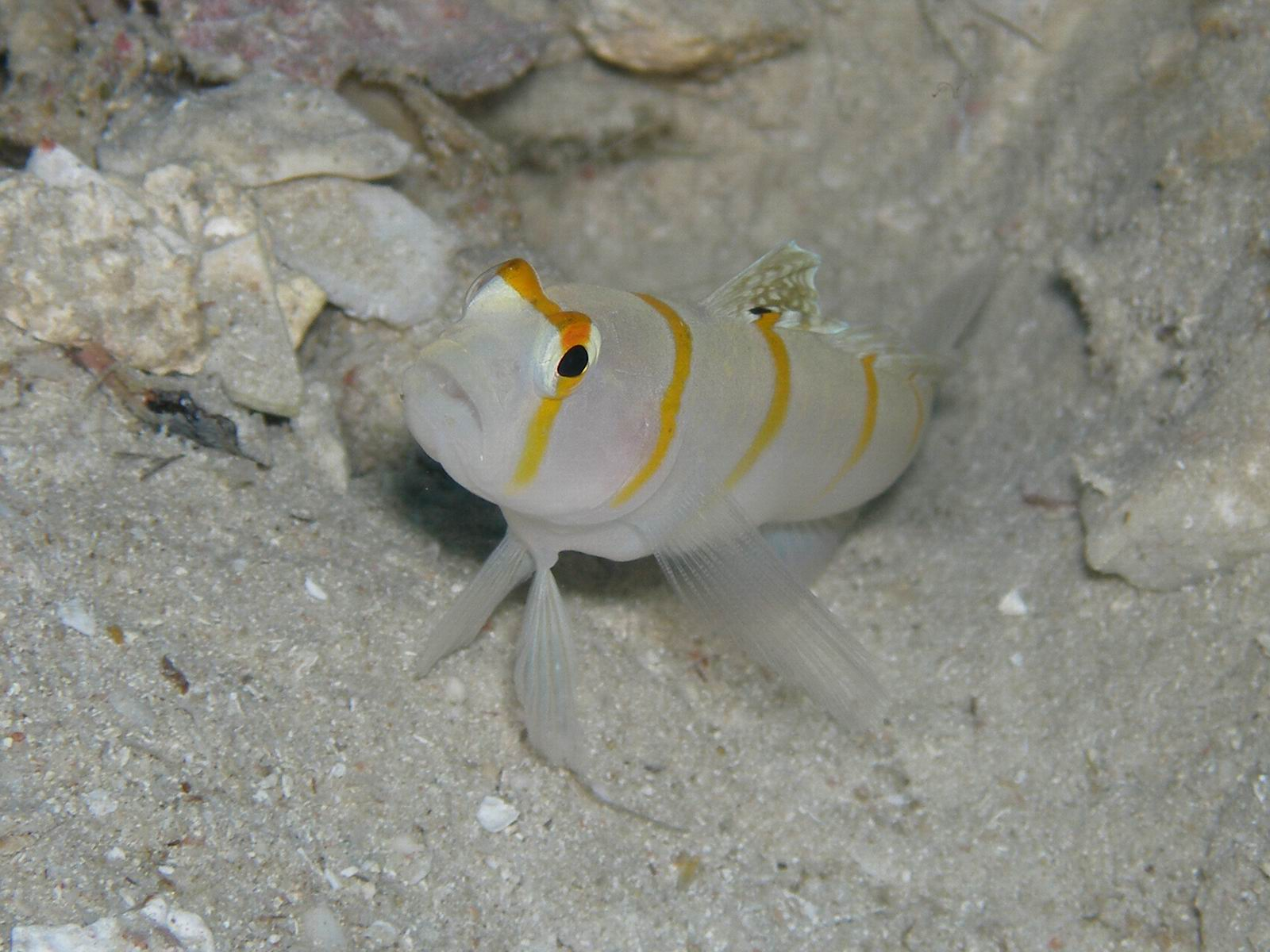